# Alexandra Coppinger
Alexandra Coppinger (* 22. November 1996 in Australien) ist eine australische Schauspielerin.

## Leben
Coppinger war Schülerin der Balwyn High School in Melbourne sowie der Preshil Margaret Lyttle Memorial School in Kew, einem Stadtteil von Melbourne. In der australischen Fernsehserie Elephant Princess für Kinder und Jugendliche hatte sie 2008 in der Folge The Butterfly Effect ihren ersten Auftritt als Schauspielerin in der Rolle der Stella. In der 2009 angelaufenen britisch-australischen Jugendserie Die Geister von Ainsbury wurde sie mit einer der Hauptrollen betraut. Sie verkörpert Hazel Ainsworth, die jüngste von drei Schwestern, die von der Vergangenheit in die Gegenwart katapultiert werden.
Die junge Schauspielerin trat auch in verschiedenen Werbespots auf.

## Synchronisation
In Elephant Princess wurde Coppinger von Merete Brettschneider synchronisiert.

## Filmografie
- 2008: Elephant Princess (Fernsehserie, Folge 10: The Butterfly Effect)
- 2009/2010: Die Geister von Ainsbury (Dead Gorgeous)